# Stipa acrociliata
Stipa acrociliata är en gräsart som beskrevs av Felix Maximilian Reader. Stipa acrociliata ingår i släktet fjädergrässläktet, och familjen gräs. Inga underarter finns listade i Catalogue of Life.